# Bronchocela orlovi
Bronchocela orlovi är en ödleart som beskrevs av  Jakob Hallermann 2004. Bronchocela orlovi ingår i släktet Bronchocela och familjen agamer. Inga underarter finns listade.